# The Dells
The Dells — американская мужская вокальная группа, образованная в южном пригороде города Чикаго в 1952 году.
В 1950-е годы была одной из самых качественных чёрных групп стиля ду-воп, с качественными вокальными гармониями. Потом, опять же, стала одной из немногих в своём поколении, кому удалось успешно обновить стиль и найти свою коммерческую нишу в 1960-х — 1970-х годах в качестве гладкой, отполированной гармонической вокальной соул-группы.
Долгое время группа оставалась разогревающим актом на концертах более именитых исполнителей, но к 1973 году благодаря таким хитам, как «Oh What A Night» (продался миллионным тиражом в 1956 году и опять в 1969 году), «Stay in My Corner» (1965, продажи более миллиона), «Give Your Baby a Standing Ovation» (1973, продажи более миллиона) и другим попавшим в поп- и ритм-н-блюзовый чарты «Билборда» песням, как, например, «There Is» (1968), «Love Is Blue» (1969), «Wear It On Our Face» (1969), превратилась в хедлайнера концертов по всему миру.
Это одна из самых «долгоживущих» вокальных групп в истории рок-н-ролла, причём состав за время существования практически не менялся. Между 1956 и 1992 годами 46 песен группы попали в ритм-н-блюзовый чарт американского журнала «Билборд», из них восемь, — например, «Stay in My Corner» и «Oh, What a Night», — вошли в первую сороковку.
Принята в Зал славы рок-н-ролла в 2004 году.
Кроме того, песня «Oh, What a Night» в исполнении группы The Dells входит в составленный Залом славы рок-н-ролла список 500 Songs That Shaped Rock and Roll.

## Дискография
См. «The Dells discography» в английском разделе.